# Fontainebleau
Fontainebleau és un municipi francès, situat al departament de Sena i Marne i a la regió de l'Illa de França. Dins del seu territori municipal hi ha un gran bosc i l'històric palau homònim.
Forma part del cantó de Fontainebleau, del districte de Fontainebleau i de la Comunitat d'aglomeració del Pays de Fontainebleau.

## Geografia
Fontainebleau està situat al sud-oest del departament Sena i Marne. Ocupa 17.205 hectàrees i és el municipi més extens de la regió de l'Illa de França. Es troba enmig d'un bosc de 25.000 ha que s'estén també pels municipis veïns de la zona. Per la seva proximitat a la capital de França és un lloc freqüentat pels parisencs que hi van a passejar, però també a practicar l'esport de l'escalada, ja que el relleu és força accidentat. El nord limita amb Melun i al nord-oest es troba Barbizon, municipi famós pels nombrosos pintors preimpressionistes que hi van viure. En diversos indrets del bosc s'hi poden trobar roques de quars. Hi ha també moltes plantacions de pinals, inserides per l'Oficina Nacional dels Boscos Francesos, que han estat criticades pel alguns que creuen que no resulten coherents amb l'ecosistema, la base del qual són els planifolis.
La ciutat en sentit estricte, és a dir, a banda de la zona del bosc i del castell, s'estén sobre 232 hectàrees.

## Clima
Les temperatures mínimes poden arribar rarament als -19 °C i es donen al gener; les màximes poden arribar als 39 °C en el mes de juliol. Les precipitacions són regulars al llarg de l'any.

## Toponímia
El nom que tenia el municipi als segles xii i xiii era una mica diferent, a l'estil llatí: Fons Bleaudi, Fons Bliaudi, Fons Blaadi; del 1137 és la forma Fontem blahaud (que segons l'etimologia popular voldria dir «font de belles aigües»); mentre que al segle xvi ja comença a estar escrit Fontainebleau i fins i tot escrit per separat Fontaine Belle Eau en un text del 1630. Al segle xvii també s'han trobat la forma fantasioses amb aspecte llatinitzat Fons Bellaqueus que va donar origen al gentilici bellifontain.
Durant la revolució francesa el municipi va portar dos noms diferents: Fontaine-la-Montagne i Fontaine-le-Vallon.
Segons la tradició popular, sense confirmar, al mig del bosc hi havia una deu que els autòctons consideraven sagrada i els romans deien que estava habitada per les nimfes; aquesta deu hauria donat el nom al bosc, al castell i les cases del seu voltant que van formar el municipi.
Des del punt de vista dels etimòlegs professionals, el nom actual està compost d'un terme medieval fontaine-, terme sorgit de la paraula gal·loromana fontana («deu»), més un nom de persona d'origen germànic -Blitwald.

## Història
Antigament a Fontainebleau només hi havia un refugi de caça i una capella, manats construir pel rei Lluís VII de França (r. 1137-1180). Lluís IX (r. 1226-1270) hi va fer construir un pavelló i un hospital. Un altre rei, Felip IV hi va néixer el 1268 i hi va morir el 1314.
No va ser fins al segle xvi que no va començar a ser una població quan, Francesc I, de tornada a França després de passar un any en captivitat a Espanya (després de la seva derrota a Pavia el 1525), va decidir construir una residència inspirada en els palaus italians. Aquesta edificació va fer que es construïssin cases per als treballadors i així va sorgir la ciutat de Fontainebleau. Francesc va demanar la col·laboració de famosos artistes italians per decorar l'edifici i embellir els jardins.
La ciutat va prosperar per les visites repetides de la reialesa i el seu seguici. Originàriament els seus habitants depenien de l'ajuntament d'Avon, però progressivament se'n va independitzar. Aviat se'n van construir albergs i restaurants. Les habitacions es llogaven a preu d'or. Al segle xvii, hi havia una trentena d'hotels construïts per prínceps i grans senyors, per exemple: el Palais de Ferrare del qual actualment només en resta la portalada d'entrada. Quan la cort va deixar d'anar a Fontainebleau, la ciutat va continuar viva gràcies als constants treballs d'embelliment del palau: obrers i artistes hi vivien tot l'any.
Fontainebleau era el lloc preferit d'Elisabet Carlota del Palatinat, cunyada del rei. El 18 d'octubre del 1685, Louis XIV hi va signar l'edicte que revocava l'Edicte de Nantes que va fer anar a l'exili a nombrosos protestants. El 1725 Lluís XV s'hi va casar.
Durant la revolució francesa no va patir desperfectes; uns anys després Napoleó Bonaparte hi va viure durant un temps i el seu pare Carlo Buonaparte va ser candidat a l'alcaldia.
El 29 d'octubre del 1807, Manuel Godoy, primer ministre de Carles IV d'Espanya, hi va signar un tractat que autoritzava el pas de les tropes franceses per territori espanyol que anirien a envair Portugal.

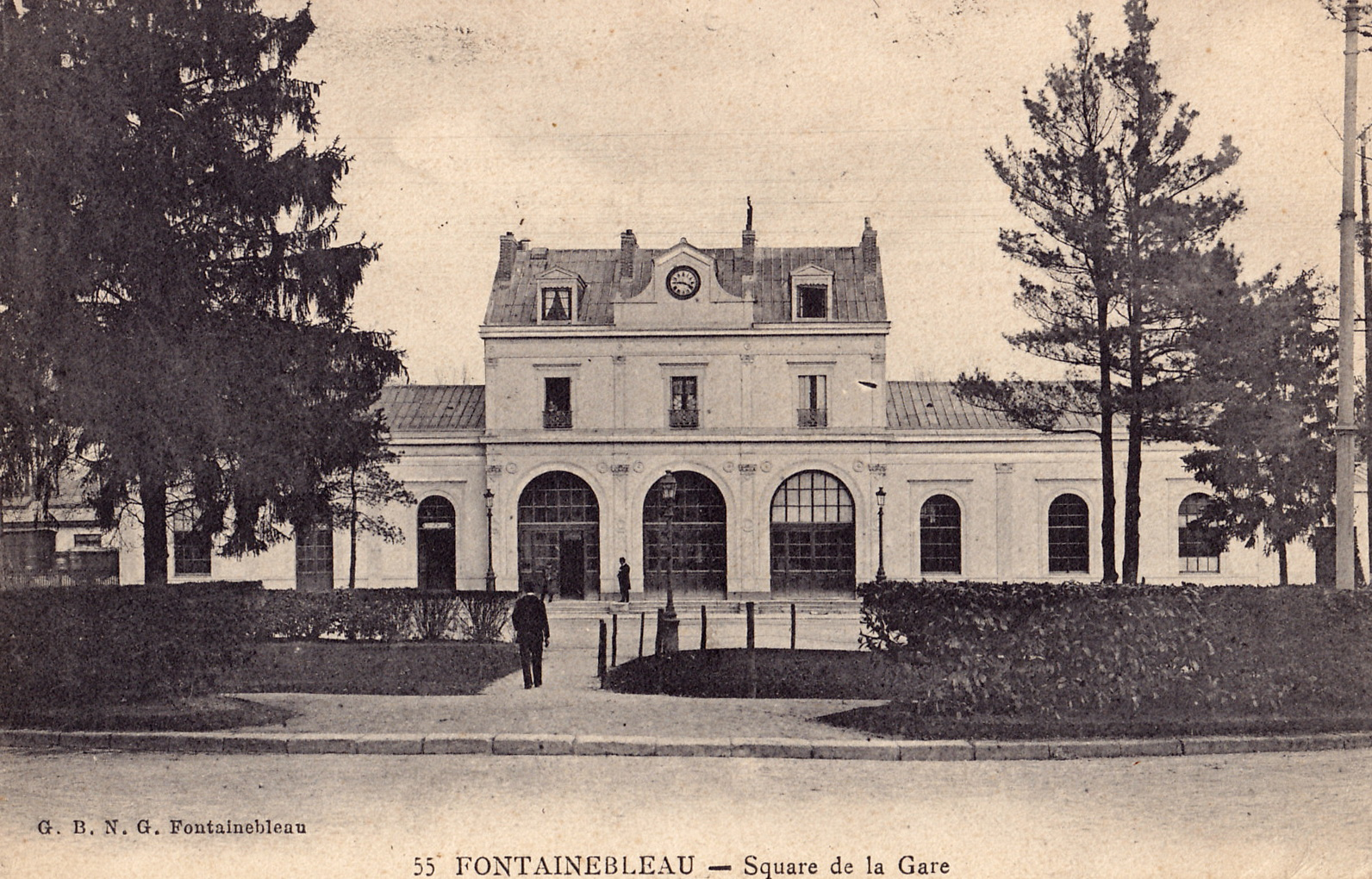
Estació de ferrocarril de Fontainebleau

El 20 de juny del 1812, el papa Pius VII hi va arribar procedent de Savona, acompanyat del seu metge, el doctor Baltasar Claraz. Hi va estar captiu durant divuit mesos.
El gener del 1849 s'hi va inaugurar una estació de ferrocarril que enllaçava amb la línia París-Lió.Del 29 de juny a l'1 de juliol del 1895 es va organitzar a Fontainebleau un gran concurs nacional de maniobres de bombers en coordinació amb ambulàncies, fent simulacres d'emergències. En aquesta trobada hi van participar 140 companyies.
Del juliol a l'agost del 1946, la ciutat va acollir una conferència francovietnamita per tal de trobar solució al conflicte d'Indoxina; malgrat les bones intencions va ser un fracàs.
Fontainebleau, va ser del 1949 al 1967 seu militar escollida per l'OTAN: va ser centre europeu de AFCENT (l'Estat Major e les Foces Aliades), centre del LANDCENT (les forces terrestres) i de l'AIRCENT (les forces aèries).

## Fills il·lustres
- Michel-Julien Mathieu (1740-1777) compositor musical.

## Ciutats agermanades
- Constança (Alemanya), des del 1960.
- Richmond (Anglaterra), des del 1977.
- Siem Reap (Cambodja), des de l'any 2000.
- Lodi (Itàlia), des del 2011.
- Sintra (Portugal), des del 2016.

## Demografia
La població, en els estudis del 1999, del districte urbà de Fontainebleau és de 15.942 habitants, mentre que al districte d'Avon, on es troba l'estació de ferrocarril, es concentren 34.000. En els estudis de població efectuats des de finals del segle xix s'ha observat una certa estabilitat, amb tendència a augmentar a la zona d'Avon.
El 2013, el districte de Fontainebleau tenia 14.839 habitants.

## Economia
Fontainebleau deu gran part dels seus ingressos econòmics al turisme: el 2011, per exemple, 450.000 persones van visitar el palau i uns 13 milions el bosc, generalment es tracta de visitants de curta durada. Al castell s'organitza anualment el Festival d'Història de l'Art. La ciutat té el Museu Nacional de Presons, consagrat a exhibir uniformes i armes dels soldats del primer i del segon imperi.
Una altra font d'ingressos ve dels estudiants universitaris. Actualment la ciutat acull una important escola de ciències empresarials internacional que li dona renom: l'INSEAD (Institut Européen d'Administration des Affaires). Una altra escola universitària important és L'ESIGETEL (École Supérieure d'Ingénieurs en Informatique et Génie des Télécommunications) creada el 1986. Mines ParisTech també té un campus. Hi ha una escola de la Cambra de Comerç i d'Indústria del Seine-et-Marne. La Universitat de París XII està també present amb la seu de l'IUT de Fontainebleau, que compta amb dos departaments d'ensenyament superior (Gestió d'Empreses i Informàtica), i també la Universitat de París VII (que Gaston Bonnier va fundar a finals del segle xix i va instal·lar un departament de Biologia Vegetal i d'Ecologia Forestal).
L'administració és una altra font de llocs de treball. Fontainebleau és la seu del Tribunal d'Alta Instància que té jurisdicció sobre Fontainebleau, Nemours i Montereau-Fault-Yonne. El municipi és també la seu dels Arxius Nacionals Contemporanis de França.

## Llocs d'interès cultural
- El palau de Fontainebleau

El bosc de Fontainebleau pintat per Corot el 1830.

- El bosc, que té fama per la diversitat d'espècies que conté, pel seu relleu i per les seves dimensions: 15.000 ha pel bosc comunitari i 25.000 ha per tot el conjunt.
- El cementiri, que conté tombes de personalitats famoses.
- L'església, dedicada a sant Lluís, un edifici del segle xvii que fou restaurat el 1868, però que fou devastat per un incendi el gener del 2016.[15]
- El jardí botànic anomenat Hôtel de Pompadour, anteriorment era un pavelló construït per a l'estimada del rei Lluís XV .
- El Museu Napoleònic d'Art i d'Història Militar.
- El Museu d'Arts Figuratives.
- El Museu Nacional de Presons.
- L'obelisc situat a la cruïlla del mateix nom, fet per M. de Cheyssac, erigit el 1786 en honor de Maria Antonieta i els seus fills.
- El Centre d'Equitació.